# Coupe de Russie 2013
Navigation
Édition précédente Édition suivante
La Coupe de Russie est une compétition internationale de patinage artistique qui se déroule en Russie au cours de l'automne. Elle accueille des patineurs amateurs de niveau senior dans quatre catégories: simple messieurs, simple dames, couple artistique et danse sur glace. En 2013 elle s'appelle également Coupe Rostelecom (Rostelecom Cup en anglais).
La dix-huitième Coupe de Russie est organisée à la petite arène sportive Loujniki de Moscou du 22 au 24 novembre 2013. Elle est la sixième compétition du Grand Prix ISU senior de la saison 2013/2014.

## Résultats

### Messieurs
| Rang    | Nom                | Pays        | Points | Programme court | Programme court | Programme libre | Programme libre |
| ------- | ------------------ | ----------- | ------ | --------------- | --------------- | --------------- | --------------- |
| 1       | Tatsuki Machida    | Japon       | 257.00 | 2               | 84.90           | 1               | 172.10          |
| 2       | Maksim Kovtun      | Russie      | 240.34 | 1               | 92.53           | 4               | 147.81          |
| 3       | Javier Fernández   | Espagne     | 226.99 | 3               | 81.87           | 5               | 145.12          |
| 4       | Konstantin Menshov | Russie      | 223.03 | 4               | 72.43           | 3               | 150.60          |
| 5       | Richard Dornbush   | États-Unis  | 215.45 | 7               | 63.74           | 2               | 151.71          |
| 6       | Artur Gachinski    | Russie      | 211.49 | 5               | 72.18           | 6               | 139.31          |
| 7       | Peter Liebers      | Allemagne   | 197.65 | 6               | 65.38           | 7               | 132.27          |
| 8       | Misha Ge           | Ouzbékistan | 190.28 | 8               | 63.23           | 8               | 127.05          |
| Forfait | Joshua Farris      | États-Unis  |        |                 |                 |                 |                 |

### Dames
| Rang | Nom                    | Pays       | Points | Programme court | Programme court | Programme libre | Programme libre |
| ---- | ---------------------- | ---------- | ------ | --------------- | --------------- | --------------- | --------------- |
| 1    | Ioulia Lipnitskaïa     | Russie     | 190.80 | 1               | 72.24           | 2               | 118.56          |
| 2    | Carolina Kostner       | Italie     | 190.12 | 2               | 67.74           | 1               | 122.38          |
| 3    | Mirai Nagasu           | États-Unis | 175.37 | 4               | 60.44           | 3               | 114.93          |
| 4    | Elizaveta Tuktamysheva | Russie     | 171.87 | 5               | 60.16           | 5               | 111.71          |
| 5    | Satoko Miyahara        | Japon      | 165.76 | 6               | 56.57           | 6               | 109.19          |
| 6    | Agnes Zawadzki         | États-Unis | 163.21 | 3               | 60.45           | 8               | 102.76          |
| 7    | Kanako Murakami        | Japon      | 162.46 | 9               | 49.24           | 4               | 113.22          |
| 8    | Nikol Gosviani         | Russie     | 157.17 | 7               | 50.21           | 7               | 106.96          |
| 9    | Haruka Imai            | Japon      | 145.30 | 8               | 49.55           | 9               | 95.75           |

### Couples
| Rang | Nom                                     | Pays       | Points | Programme court | Programme court | Programme libre | Programme libre |
| ---- | --------------------------------------- | ---------- | ------ | --------------- | --------------- | --------------- | --------------- |
| 1    | Aljona Savchenko / Robin Szolkowy       | Allemagne  | 206.33 | 1               | 73.25           | 1               | 133.08          |
| 2    | Vera Bazarova / Yuri Larionov           | Russie     | 201.61 | 2               | 69.72           | 2               | 131.89          |
| 3    | Kirsten Moore-Towers / Dylan Moscovitch | Canada     | 188.73 | 3               | 65.65           | 4               | 123.08          |
| 4    | Ksenia Stolbova / Fedor Klimov          | Russie     | 188.10 | 6               | 57.20           | 3               | 130.90          |
| 5    | Julia Antipova / Nodari Maisuradze      | Russie     | 181.50 | 4               | 62.87           | 5               | 118.63          |
| 6    | Alexa Scimeca / Chris Knierim           | États-Unis | 173.70 | 5               | 59.56           | 6               | 114.14          |
| 7    | Lindsay Davis / Rockne Brubaker         | États-Unis | 151.90 | 7               | 51.59           | 7               | 100.31          |
| 8    | Narumi Takahashi / Ryuichi Kihara       | Japon      | 141.41 | 8               | 48.64           | 8               | 92.77           |

### Danse sur glace
| Rang | Nom                                     | Pays       | Points | Danse courte | Danse courte | Danse libre | Danse libre |
| ---- | --------------------------------------- | ---------- | ------ | ------------ | ------------ | ----------- | ----------- |
| 1    | Ekaterina Bobrova / Dmitri Soloviev     | Russie     | 168.32 | 1            | 68.42        | 2           | 99.90       |
| 2    | Kaitlyn Weaver / Andrew Poje            | Canada     | 163.14 | 2            | 61.50        | 1           | 101.64      |
| 3    | Madison Chock / Evan Bates              | États-Unis | 153.37 | 4            | 57.80        | 3           | 95.57       |
| 4    | Ekaterina Riazanova / Ilia Tkachenko    | Russie     | 152.36 | 3            | 58.59        | 4           | 93.77       |
| 5    | Ksenia Monko / Kirill Khaliavin         | Russie     | 145.92 | 5            | 55.83        | 5           | 90.09       |
| 6    | Piper Gilles / Paul Poirier             | Canada     | 134.66 | 6            | 51.14        | 6           | 83.52       |
| 7    | Gabriella Papadakis / Guillaume Cizeron | France     | 124.27 | 8            | 44.49        | 7           | 79.78       |
| 8    | Siobhan Heekin-Canedy / Dmitri Dun      | Ukraine    | 123.57 | 7            | 45.00        | 8           | 78.57       |

## Source
- Résultats de la Coupe de Russie 2013 sur le site de l'ISU